# Tour de Picardie
El Tour de Picardie fue una carrera ciclista por etapas francesa que se disputaba en la región de Picardía.
Creada en 1936 hasta 1999 se denominó Tour de l’Oise (al solo disputarse en dicho departamento). En 2000 pasó a denominarse Tour de l'Oise et de Picardie y desde 2001 recibe la denominación actual. Desde la creación de los Circuitos Continentales UCI en 2005 formó parte del UCI Europe Tour, dentro de la categoría 2.1.
Entre 1953 y 1965 existió otra carrera por etapas también denominada Tour de Picardie (o Gran Premio de Courrier Picard).

## Palmarés
| Año                          | Ganador                 | Segundo                 | Tercero                      |
| ---------------------------- | ----------------------- | ----------------------- | ---------------------------- |
| Tour de l'Oise y de la Somme |                         |                         |                              |
| 1936                         | Marcel Blanchon         | Robert Renonce          | Bernard Masson               |
| 1937                         | Gaston Grimbert         | Auguste Mallet          | Max Harmand                  |
| 1938                         | Lucien Le Guevel        | Jean Goujon             | Fabien Galateau              |
| 1939                         | André Desmoulins        | Aloïs Delchambre        | Robert Godart                |
| 1950                         | Simon Hyz               | Raymond Heagel          | Jean Mage                    |
| 1951                         | Pierre Lagrange         | Maurice Monier          | Serge Kreher                 |
| 1952                         | Raymond Komor           | Gilbert Loof            | Pierre Pardoen               |
| 1953                         | Alfred Tonello          | Gilbert Loof            | Roger Bertaz                 |
| 1954                         | Jean Bellay             | Max Lefebvre            | Pierre Gaudot Gilbert Bauvin |
| 1955                         | Lucien Gillen           | Marcel Ernzer           | Willy Kemp                   |
| 1956                         | Louis Caput             | Roger Chupin            | Maurice Baele                |
| 1957                         | Jean Stablinski         | André Dupré             | Maurice Moucheraud           |
| 1958                         | Joseph Thomin           | Louis Kosec             | Jean Bellay                  |
| 1959                         | Joseph Wasko            | Jean-Claude Gret        | Klaus Bugdahl                |
| 1960                         | Jo de Haan              | Bernard Viot            | Julien Schepens              |
| 1961                         | Jaime Alomar            | Joseph Wasko            | Dieter Puschel               |
| 1962                         | André Bar               | Horst Oldenburg         | Joseph Thomin                |
| 1963                         | Klaus Bugdahl           | Seamus Elliott          | Anatole Novak                |
| 1964                         | Winfried Boelke         | Ferdinand Bracke        | Jean-Pierre Van Haverbeke    |
| 1965                         | Seamus Elliott          | Christian Raymond       | Daniel Salmon                |
| 1966                         | Hubert Niel             | Jean-Claude Lefebvre    | Barry Hoban                  |
| 1967                         | Peter Glemser           | Guy Ignolin             | José Samyn                   |
| 1968                         | Walter Boucquet         | Barry Hoban             | Léopold Van Den Neste        |
| 1969                         | José Samyn              | Willy Planckaert        | Bernard Guyot                |
| 1970                         | Frans Verbeeck          | Léo Duyndam             | Davide Boifava               |
| 1971                         | André Dierickx          | Barry Hoban             | Roland Berland               |
| 1972                         | Cyrille Guimard         | José Catieau            | Alain Santy                  |
| 1973                         | Alain Santy             | Michel Perin            | Daniel Rebillard             |
| 1974                         | Robert Mintkiewicz      | Jean-Jacques Fussien    | Maurice Dury                 |
| 1975                         | Dietrich Thurau         | Gerrie Knetemann        | Willy Teirlinck              |
| 1976                         | Emiel Gijsemans         | Régis Delépine          | Jean Chassang                |
| 1977                         | Willy Teirlinck         | Willem Peeters          | Emiel Gijsemans              |
| 1978                         | Willy Teirlinck         | Jacques Bossis          | Dominique Sanders            |
| 1979                         | Bernard Hinault         | Yvon Bertin             | Jean Chassang                |
| 1980                         | Patrick Bonnet          | Jean-René Bernaudeau    | Jean-François Pescheux       |
| 1981                         | Jean-Luc Vandenbroucke  | Patrick Bonnet          | Marc Madiot                  |
| 1982                         | Gilbert Duclos-Lassalle | Jean-Luc Vandenbroucke  | Etienne De Wilde             |
| 1983                         | Pascal Jules            | Gilbert Duclos-Lassalle | Etienne De Wilde             |
| 1984                         | Allan Peiper            | Stephen Roche           | Nico Emonds                  |
| 1985                         | Jozef Lieckens          | Francis Castaing        | Pascal Jules                 |
| 1986                         | Gilbert Duclos-Lassalle | Michel Vermote          | Eric McKenzie                |
| 1987                         | Jelle Nijdam            | Jos Lammertink          | Steve Bauer                  |
| 1988                         | Steve Bauer             | Jurg Bruggmann          | Jan Goessens                 |
| 1989                         | Andreas Kappes          | Jelle Nijdam            | Mathieu Hermans              |
| 1990                         | Hendrik Redant          | Ralph Moorman           | Eddy Schurer                 |
| 1991                         | Wilfried Nelissen       | Thierry Marie           | Francis Moreau               |
| 1992                         | Thierry Marie           | Luc Leblanc             | Miguel Induráin              |
| 1993                         | Frédéric Moncassin      | Eddy Seigneur           | Edwig Van Hooydonck          |
| 1994                         | Miguel Induráin         | Eddy Seigneur           | Emmanuel Magnien             |
| 1995                         | Jelle Nijdam            | Chris Boardman          | Jacky Durand                 |
| 1996                         | Philippe Gaumont        | Laurent Desbiens        | Chris Boardman               |
| 1997                         | No se disputó           | No se disputó           | No se disputó                |
| 1998                         | Alexandre Vinokourov    | Lauri Aus               | Frédéric Gabriel             |
| 1999                         | Jaan Kirsipuu           | Marc Streel             | Marco Milesi                 |
| Tour de l'Oise y de Picardie |                         |                         |                              |
| 2000                         | Michael Sandstød        | Martin Rittsel          | Jørgen Bo Petersen           |
| Tour de Picardie             |                         |                         |                              |
| 2001                         | Olivier Asmaker         | Arvis Piziks            | Linas Balčiūnas              |
| 2002                         | Michael Sandstød        | Jacky Durand            | Olivier Asmaker              |
| 2003                         | David Millar            | Juan Carlos Domínguez   | Bradley McGee                |
| 2004                         | Tom Boonen              | Jimmy Casper            | Stefan van Dijk              |
| 2005                         | Janek Tombak            | Ludovic Auger           | Mikhaylo Khalilov            |
| 2006                         | Jimmy Casper            | Cédric Hervé            | Jimmy Engoulvent             |
| 2007                         | Robert Hunter           | Janek Tombak            | Alessandro Proni             |
| 2008                         | Sébastien Chavanel      | Jean-Eudes Demaret      | Martin Elmiger               |
| 2009                         | Lieuwe Westra           | Romain Feillu           | Jimmy Casper                 |
| 2010                         | Ben Swift               | Koldo Fernández         | Allan Davis                  |
| 2011                         | Romain Feillu           | Kenny Dehaes            | Filippo Pozzato              |
| 2012                         | John Degenkolb          | Kenny van Hummel        | Leonardo Duque               |
| 2013                         | Marcel Kittel           | Bryan Coquard           | Kenny van Hummel             |
| 2014                         | Arnaud Démare           | Bryan Coquard           | Ramon Sinkeldam              |
| 2015                         | Kris Boeckmans          | Andrea Guardini         | Evaldas Šiškevicius          |
| 2016                         | Nacer Bouhanni          | Sondre Enger            | Kenny Dehaes                 |